# Gare de Sées
La gare de Sées est une gare ferroviaire française de la ligne du Mans à Mézidon, située sur le territoire de la commune de Sées, dans le département de l'Orne en région Normandie.
Mise en service en 1858 par la compagnie des chemins de fer de l'Ouest, c'est une gare de la Société nationale des chemins de fer français (SNCF) du réseau TER Normandie, desservie par des trains TER Normandie.

## Situation ferroviaire
Établie à 189 mètres d'altitude, la gare de Sées est située au point kilométrique (PK) 76,043 de la ligne du Mans à Mézidon, entre les gares ouvertes d'Alençon et de Surdon. Elle est séparée de celle d'Alençon par la gare aujourd'hui fermée de Vingt-Hanaps.

## Histoire
La station de Sées est mise en service le 1er février 1858 par la Compagnie des chemins de fer de l'Ouest, lorsqu'elle ouvre à l'exploitation la deuxième section : d'Alençon à Argentan, de sa ligne d'embranchement du Mans à Mézidon. Elle est établie à l'Ouest et en bordure de la ville.
Son style architectural néo-gothique finissant reproduit exactement celui de la gare de Vitré, achevée un an plus tôt, avec les mêmes arcs en accolade et le même appareil alternant bandeaux de pierre blonde et lits de briques.

## Service des voyageurs

### Accueil
Le bâtiment voyageurs SNCF est vendu en 2014 à des particuliers. La gare ne dispose plus de guichet depuis. Les propriétaires de la gare proposent, au début de l'année 2015, de louer un local à la SNCF pour la vente des billets de train.

### Desserte
Sées est une gare régionale, desservie par des trains du réseau TER Normandie, circulant entre les gares de Caen, ou Le Mans, et Tours.

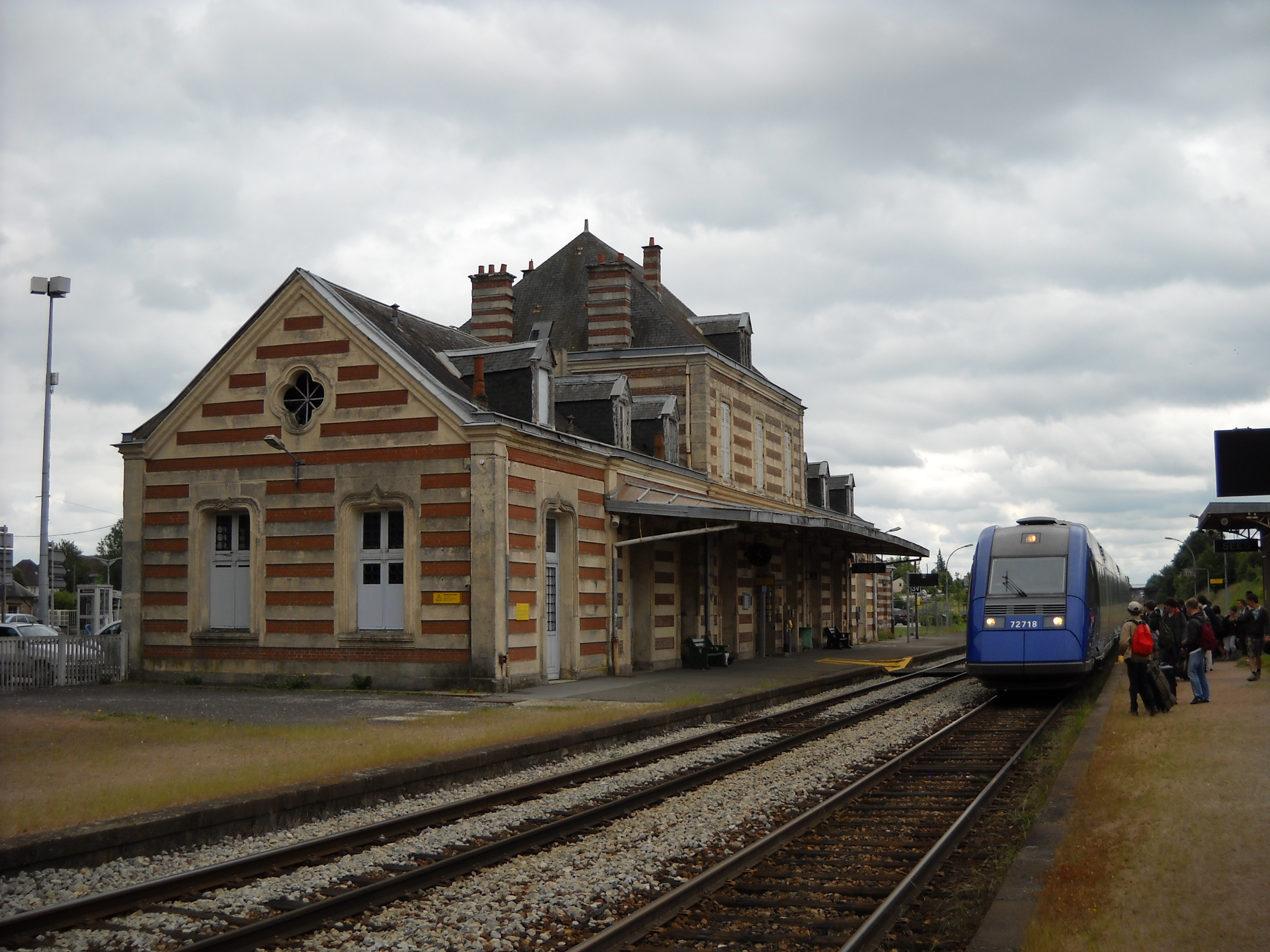
TER à quai en gare de Sées (2009)

### Intermodalité
Un parking pour les véhicules et un parc pour les vélos y sont aménagés. Elle est desservie par des cars du réseau interurbain de l'Orne.